# 木卫二十九
木卫二十九墨塞勒（S/2001 J 2，Thyone，/θaɪˈoʊniː/，thy-OH-nee；希腊语：Θυώνη），又名Jupiter XXIX，是木星的一颗逆行的不規則衛星。由斯科特·谢泼德所領導的夏威夷大學研究小組於2000年發現。
其直徑約為4公里，軌道平均半徑為21.406 Mm，軌道周期為639.803地球日，與黃道間的軌道傾角為147°（与木星赤道147°），運轉方向為逆行，軌道離心率为0.2526。它的平均轨道速度是2.43 km/s。
它在2003年8月被命名为Thyone，指希腊神话中狄俄倪索斯的母亲塞墨勒。
它是阿南刻衛星群中的成员，而阿南刻衛星群是一群環繞木星逆行的不規則衛星，它們的軌道半長軸在19.3與22.7 Gm之間，且軌道傾角都在150°左右。